# أولاد عكبة (أولاد عكبة)
أولاد عكبة هو دُوَّار يقع بجماعة مرس الخير، عمالة الصخيرات تمارة، جهة الرباط سلا القنيطرة في المملكة المغربية. ينتمي الدوّار لمشيخة أولاد عكبة التي تضم 7 دواوير. يقدر عدد سكانه بـ 1653 نسمة حسب الإحصاء الرسمي للسكان والسكنى لسنة 2004.

## روابط خارجية
- البوابة الوطنية للجماعات الترابية
- المندوبية السامية للتخطيط